# Сан Вито (Кунео)
Сан Вито је насеље у Италији у округу Кунео, региону Пијемонт.
Према процени из 2011. у насељу је живело 242 становника. Насеље се налази на надморској висини од 363 м.